# Fornicia muluensis
Fornicia muluensis är en stekelart som beskrevs av Austin 1987. Fornicia muluensis ingår i släktet Fornicia och familjen bracksteklar. Inga underarter finns listade i Catalogue of Life.